# Ложный приговор
«Ло́жный пригово́р» (иер. трад. 毒舌大狀, упр. 毒舌大状, кант.-рус.: Тук сит тай чон, буквально: «Барристер с ядовитым языком», англ. A Guilty Conscience) — гонконгская юридическая драма 2023 года, срежиссированная Джеком Ыном по сценарию, написанному им в соавторстве с Джеем Чёном и Терри Ламом. Режиссёрский дебют Ына. Сюжет фильма разворачивается вокруг судебного процесса над матерью-одиночкой Джолин Чан, несправедливо осуждённой за убийство своей дочери. Адвокат Эдриан Лам со своей командой пытается доказать её невиновность. В актёрский состав фильма вошли Дайо Вон, Че Куаньхоу, Луиз Вон, Фиш Лиу и Майкл Вон.
На 42-й церемонии награждения Гонконгской кинопремии фильм получил десять номинаций и получил премию в категории «Лучший фильм».

## Сюжет
В 2002 году Эдриан Лам бывший барристер, ставший судьёй и недавно пониженный в должности своим начальником за своё отношение к работе, возвращается к частной практике по совету своего друга, старшего адвоката Ти Кея Хо. Лам получает своё первое дело, о жестоком обращении с детьми, через Хо. Ответчица — Джолин Чан, бывшая модель и мать-одиночка, обвиняется в нападении на свою дочь Эльзу, которая теперь находится в коме.
Лам берётся за дело Чан в качестве её адвоката в партнёрстве с коллегой-барристером Эвелин Фон по предложению её наставника Хо и судебного исполнителя Принца. На протяжении первого разбирательства в суде они допрашивают свидетеля Болла Чаня, охранника в доме Чан. Однако Фон находит пробел в его показаниях. Позже ночью Эльза выходит от комы. Лам, Фон и Принц приезжают в больницу, чтобы записать показания Эльзы, но, дав понять гостям, что её мать невиновна, она умирает от кровоизлияния в мозг. Теперь Чан обвиняется в непредумышленном убийстве.
Лам находит любовника Чан, Дезмонда Чуна, который признал своё присутствие в доме той ночью. Лам привлекает Дезмонда в качестве ключевого свидетеля в суде, но Фон беспокоится о жене Дезмонда, Виктории Чун, дочери могущественного магната и врага Чан, которая может серьёзно повлиять на дело. На последнем суде, из-за неосторожного решения Лама не получать официальные письменные показания, Дезмонд внезапно меняет свои показания, в результате чего Чан приговаривают к семнадцати годам тюрьмы. Осуждённый коллегой Фон, Лам осознаёт свою ошибку и впадает в отчаяние. После того, как бывший одноклассник, а ныне помощник комиссара Независимой комиссии по борьбе с коррупцией Лук Тинхан находит и поддерживает Лама, он решает перевести свою юридическую фирму в Вонкоке, чтобы попытаться искупить свою вину, помогая нуждающимся.
Два года спустя, Болл Чань, исчезнувший после суда, возвращается в Гонконг из-за неизлечимой болезни и кончает жизнь самоубийством. В своей предсмертной записке он признаётся, что навредил Чан, солгав в суде. Теперь Лам, полный решимости добиться отмены приговора, примиряется с Фон, простившей его при содействии Хо.
Высокий суд одобряет повторное судебное разбирательство. Однако Департамент юстиции принимает решение изменить статью обвинения на убийство и привлекает к процессу старшего прокурора Кам Юньсаня. Записка Чаня считается недостаточным доказательством, что побуждает Лама и Фон повторно посетить дом Чан и воссоздать хронологию событий. Они приходят к выводу, что Виктория Чун побывала на месте преступления до прибытия своего мужа Дезмонда, пока Чан спала в саду.
Лам решает прослушать дом Виктории и обманом заставить её признаться в преступлении. Затем он проигрывает запись в суде, пытаясь склонить на свою сторону присяжных, против чего возражает Кам. Тем временем юридический советник и давний друг семьи Чун, барристер Джеймс Тун, принимает меры против Лама, арестовывая его за прослушку.
Ламу всё равно удается вовремя прибыть в суд благодаря Принцу, который помогает ему убедить друга в полиции выпустить его под залог. Лам разрабатывает план совместно с Фон, чтобы на последнем суде заставить Туна и супругов Чун раскрыть правду. Кам также соглашается на план, признавшись Ламу, что он также знает правду. В зале суда и Лам, и Кам подчеркивают несоответствия в показаниях Дезмонда и предполагают, что на основании новых доказательств именно он и Виктория убили Эльзу: Виктория разбила голову Эльзы об угол стола, что привело к мозговому кровотечению, оставив Дезмонда поить её водой, чтобы ускорить наступление смерти девочки и скрыть преступление. Чан разрыдалась, узнав правду о своём возлюбленном, и была признана невиновной и освобождена. Затем супруги Чун и Тун были арестованы Независимой комиссией по борьбе с коррупцией во главе с Луком и полицией за их преступления.
Лам, Фон, Принц и Чан празднуют победу, и Лам решает объединиться с коллегами по делу, чтобы основать новую юридическую фирму и продолжить помогать нуждающимся.

## В ролях
| Актёр       | Персонаж     |
| ----------- | ------------ |
| Дайо Вон    | Эдриан Лам   |
| Че Куаньхоу | Кам Юньсань  |
| Луиз Вон    | Джолин Чан   |
| Фиш Лиу     | Виктория Чун |
| Майкл Вон   | Джеймс Тун   |
| Хо Кхайва   | Принц        |
| Ренси Ён    | Эвелин Фон   |
| Адам Пак    | Дезмонд Чун  |
| Боуи Лам    | Лук Тинхан   |
| Винсент Кок | Ти Кей Хо    |

## Номинации и награды
| Кинопремия                                        | Категория                           | Лауреат / претендент | Результат | Источник |
| ------------------------------------------------- | ----------------------------------- | --- | --------- | -------- |
| 36-я церемония награждения «Золотой петух»        | «Лучший художественный фильм»       | «Ложный приговор» | Номинация | [ 4 ]    |
| 36-я церемония награждения «Золотой петух»        | «Лучший режиссёрский дебют»         | Джек Ын | Номинация | [ 4 ]    |
| 36-я церемония награждения «Золотой петух»        | «Лучший сценарий»                   | Джек Ын, Джей Чён, Терри Лам | Номинация | [ 4 ]    |
| 36-я церемония награждения «Золотой петух»        | «Лучшая музыка»                     | Айрис Лиу, Ханц Ау, Джольон Чён | Номинация | [ 4 ]    |
| 42-я церемония награждения Гонконгской кинопремии | «Лучший фильм»                      | «Ложный приговор» (производство: Edko Films Limited, Irresistible Beta Limited, Alibaba Pictures Entertainment Media Limited, Фонд развития кино Гонконга; исполнительные продюсеры: Билл Кон, Айви Хо) | Победа    | [ 5 ]    |
| 42-я церемония награждения Гонконгской кинопремии | «Лучшая режиссура»                  | Джек Ын | Номинация | [ 5 ]    |
| 42-я церемония награждения Гонконгской кинопремии | «Лучший сценарий»                   | Джек Ын, Джей Чён, Терри Лам | Номинация | [ 5 ]    |
| 42-я церемония награждения Гонконгской кинопремии | «Лучшая мужская роль»               | Дайо Вон | Номинация | [ 5 ]    |
| 42-я церемония награждения Гонконгской кинопремии | «Лучшая женская роль»               | Луиз Вон | Номинация | [ 5 ]    |
| 42-я церемония награждения Гонконгской кинопремии | «Лучшая мужская роль второго плана» | Че Куаньхоу | Номинация | [ 5 ]    |
| 42-я церемония награждения Гонконгской кинопремии | «Лучшая женская роль второго плана» | Ренси Ён | Номинация | [ 5 ]    |
| 42-я церемония награждения Гонконгской кинопремии | «Лучшая женская роль второго плана» | Фиш Лиу | Номинация | [ 5 ]    |
| 42-я церемония награждения Гонконгской кинопремии | «Лучшая киномонтажная работа»       | Чань Кхэйхап | Номинация | [ 5 ]    |
| 42-я церемония награждения Гонконгской кинопремии | «Лучший новый режиссёр»             | Джек Ын | Номинация | [ 5 ]    |